# Karin Bergqvist
Karin Bergqvist, född 1959 i Norrköping, är en svensk författare av faktaböcker för barn, biolog och journalist.

## Priser och utmärkelser
- 2011 - Carl von Linné-plaketten

### Fotnoter
1. ↑  ”Karin Bergqvist”. Biblioteksföreningen. Arkiverad från originalet den 2 maj 2013. https://archive.is/20130502223353/http://www.biblioteksforeningen.org/index.php/2011/08/24/carl-von-linne-plaketten-tilldelas-karin-bergqvist-for-sa-doftar-blomman/. Läst 26 maj 2012.